# Посёлок НИИРП
Посёлок НИИРП (посёлок Научно-исследовательского института резиновой промышленности) — посёлок в Сергиево-Посадском районе Московской области России, в составе муниципального образования Городское поселение Сергиев Посад (до 29 ноября 2006 года входил в состав Березняковского сельского округа)).
Посёлок расположен примерно в 3 км (по шоссе) на восток от Сергиева Посада, на левом берегу реки Торгоши (левый приток Вори), высота центра посёлка — 201 м над уровнем моря.
На 2025 год в посёлке зарегистрировано 2 гск, посёлок связан автобусным сообщением с Сергиевым Посадом. Действует автобус  №38 Автовокзал г. Сергиева Посада — пос. НИИРП, а также маршрутное такси №34/15 по двум направлениям: ТЦ Капитолий — пос. НИИРП и ПМК — пос. НИИРП. Также на территории посёлка действует детский сад №64 «Ёлочка».

## Население
| 2002 | 2010 |
| ---- | ---- |
| 1029 | ↘927 |